# Comté de Beaver (Alberta)
Pour les articles homonymes, voir Comté de Beaver et Beaver.

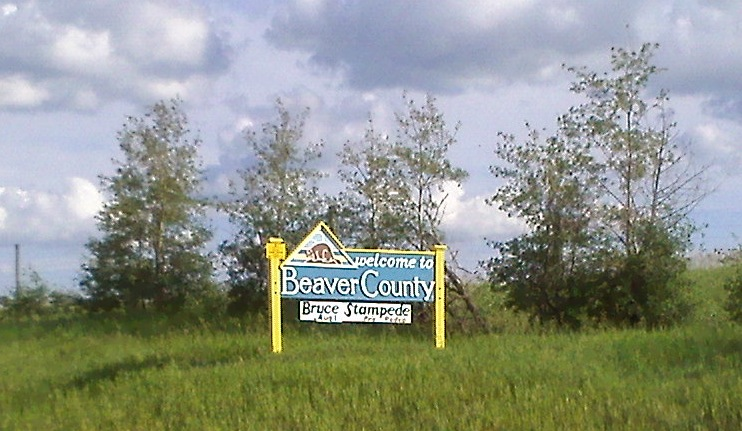
Comté de Beaver.

Le comté de Beaver (anglais : Beaver County) est un district municipal de 5689 habitants, situé dans la province d'Alberta, au Canada.

## Communautés et localités
Bourgs
- Tofield
- Viking

Villages
- Holden
- Ryley
- Irma

Hameaux
- Bruce
- Kinsella

Localités
- Aspen Estates
- Bardo
- Beaver Creek Estates
- Beaver Meadow Estates
- Beaverhill Estates
- Birch Grove Estates
- Cinnamon Ridge Estates
- Country Squire
- Dodds
- El Greco Estates
- Forest Glenn
- Haight
- Islet Lake Estates
- Joyland and Jade Estates
- Kingsway Estates
- Lindbrook
- Lindbrook Estates
- Lori Estates
- Meadowbrook Estates
- Miquelon Estates
- Park Glen Estates
- Philips
- Phillips
- Poe
- Rolling Glory Estates
- Royal Glenn Estates
- Shonts
- Torlea
- Whispering Hills

## Démographie
| 2001  | 2006  | 2011  | 2016  |
| ----- | ----- | ----- | ----- |
| 5 644 | 5 676 | 5 689 | 5 905 |